# Skajboty

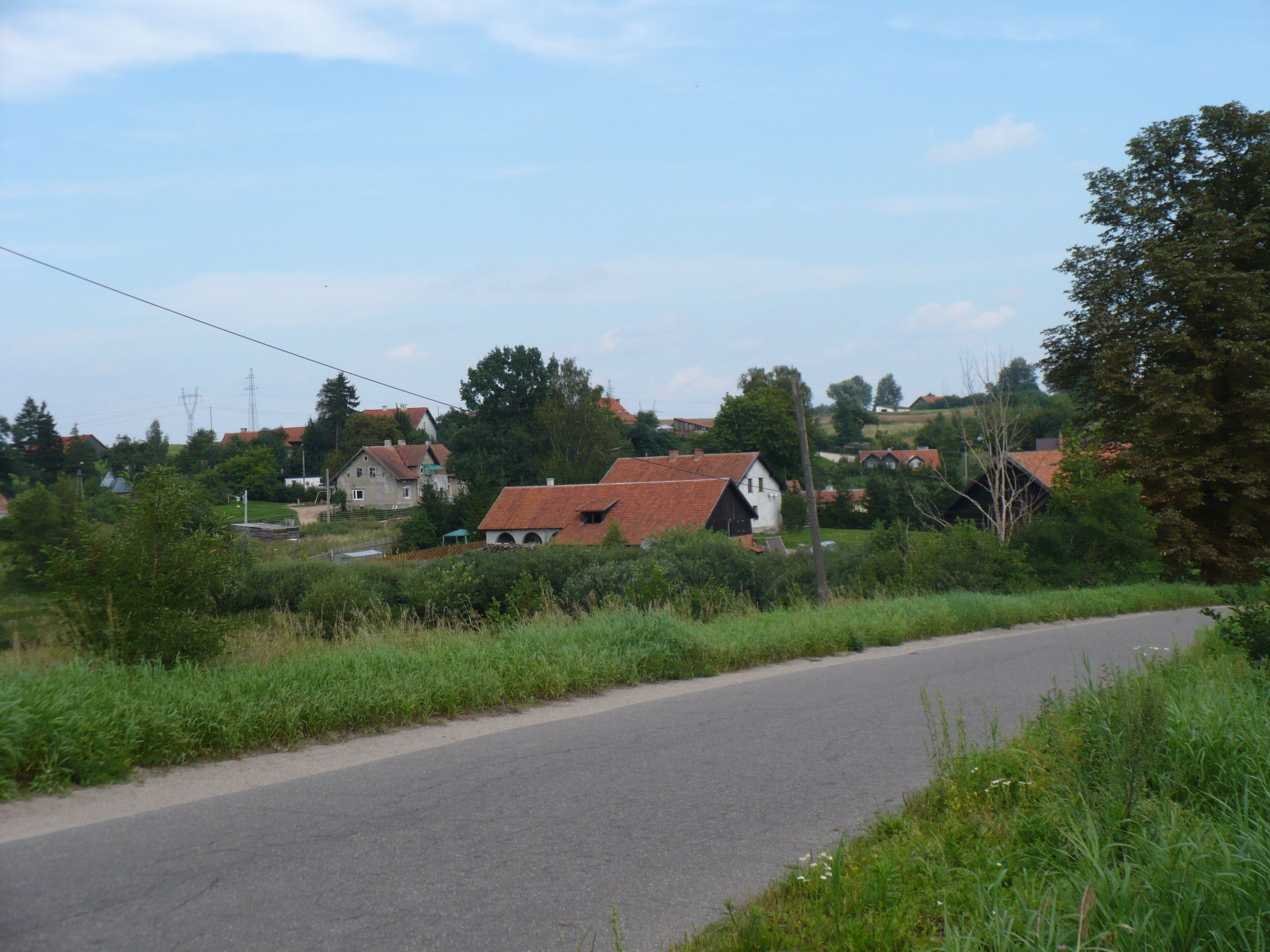

Skajboty (niem. Skaibotten) – wieś w Polsce położona w województwie warmińsko-mazurskim, w powiecie olsztyńskim, w gminie Barczewo. W latach 1975–1998 miejscowość administracyjnie należała do województwa olsztyńskiego. Wieś znajduje się w historycznym regionie Warmia.
Zandołowy Dom (nazwa topograficzna) – dawna karczma we wsi Skajbojty, nazwa najprawdopodobniej pochodzi od nazwiska dawnego właściciela.

## Historia
Skajboty założył Henryk z Łajs, zasadźca Barczewa, oraz brat Jana, założyciela Olsztyna. Przywilej założenia wsi został podpisany 11 listopada 1362 r. 27 maja 1487 r. miejscowość została wykupiona od jedynej spadkobierczyni - Sophii, wdowy po Michale Schayboth, przez kanoników. W pierwotnej postaci wieś zajmowała obszar 60 łanów (około 1039 hektarów).
Pochodzący ze Skajbot rycerz Balthasar Skaiboth (Baltazar ze Skajbot) jako lokalny przywódca stanowy odegrał dużą rolę podczas wojny trzynastoletniej. 
W przeciągu wieków nazwa wsi ulegała metamorfozie, od Skaiboth, przez Skaibutis, Skaibutai, Scayboth, Scayboten, Schaywoten, Schaywoth, Scaibot, Scaiboth, Skaybotten, Skajwot i Skaibotten, aż do obecnych Skajbot.
W 1911 na 151 dzieci we wsi, 140 mówiło po polsku.

## Ludzie związani z miejscowością
- Alojzy Śliwa, urodził się 16 lutego 1885 r. w Skajbojtach, był wójtem Gutkowa, kierował okręgiem w Dźwierzutach oraz był redaktorem gazety „Słowo na Warmii i Mazurach”.
- Józef Lorenckowski, urodził się w Skajbojtach ok. 1900 r. Najpierw był on przewodniczącym Gminnej Rady Narodowej w Klebarku Wielkim, potem w latach 50. i 60. wiceprzewodniczącym Rady Narodowej w Barczewie, a następnie w Olsztynie. W latach 60. był prezesem Wojewódzkiego Związku Ochotniczych Straży Pożarnych w Olsztynie.
- W 1911 r. urodził się tutaj Franciszek Sarnowski.